# Bathothauma lyromma
Bathothauma lyromma е вид главоного от семейство Cranchiidae. Видът не е застрашен от изчезване.

## Разпространение и местообитание
Разпространен е в Австралия, Мексико, САЩ (Флорида и Хавайски острови) и Суринам.
Среща се на дълбочина от 30 до 3417,5 m, при температура на водата от 2,3 до 24,5 °C и соленост 34,5 – 36,6 ‰.